# Rasa del Coll
La Rasa del Coll és un torrent afluent per l'esquerra de la Rasa de Can Mas
que neix a uns 500 m. al sud-oest de la masia de les Grioles. De direcció global cap a les 7 del rellotge, desguassa al seu col·lector a poc més de 400 m. a llevant de la masia de Can Mas després d'haver passat a ponent de la masia de Junyent. Fa tot el seu curs pel terme municipal de Castellar de la Ribera.

## Xarxa hidrogràfica
La seva xarxa hidrogràfica, que també transcorre íntegrament pel terme municipal de Castellar de la Ribera, està constituïda per 10 cursos fluvials la longitud total dels quals suma 8.630 m.

### Afluents destacables
- La Rasa de les Berques